# Widerstehe doch der Sünde, BWV 54

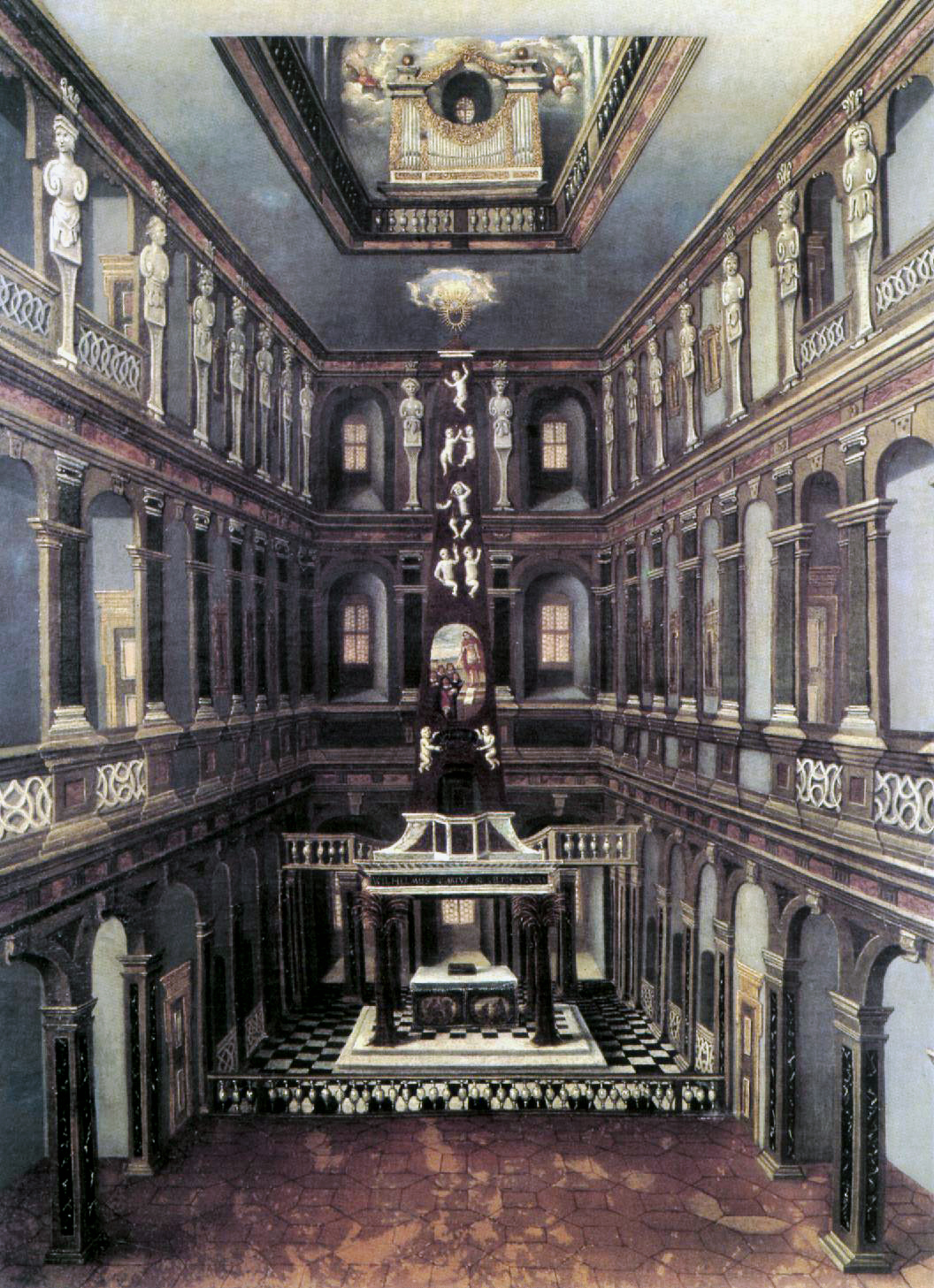
Schlosskirche, Weimar.

Widerstehe doch der Sünde, BWV 54 (Resiste al pecado) es una cantata de iglesia escrita por Johann Sebastian Bach en Weimar para el séptimo domingo después de la Trinidad y estrenada el 15 de julio de 1714. Es su primera cantata conservada para una sola voz, la voz de alto.

## Historia
Desde 1708 Bach trabajó para la corte en Weimar. El 2 de marzo de 1714 Bach fue nombrado Konzertmeister de la capilla cortesana de Weimar de los duques correinantes Guillermo Ernesto y Ernesto Augusto de Sajonia-Weimar. En este puesto asumió la responsabilidad principal de componer nuevas obras, concretamente cantatas para la Schlosskirche (iglesia del palacio), con una periodicidad mensual. Alfred Dürr sugirió que Bach compuso esta obra durante su estancia en Weimar para el séptimo domingo después de la Trinidad de 1714. El texto de la cantata alude a la epístola de ambos domingos, pero no muestra conexión con ninguno de los evangelios. Conforme a Dürr, la cantata probablemente fue interpretada por primera vez el 15 de julio de 1714. Otros estudiosos proponen diferentes fechas.
Se trata de su primera cantata conservada para una sola voz, seguida unas pocas semanas más tarde por Mein Herze schwimmt im Blut, BWV 199 para soprano. La cantata es la primera de las cuatro escritas para una única voz de alto solista; las otras fueron todas escritas en 1726 y son Geist und Seele wird verwirret, BWV 35, Vergnügte Ruh, beliebte Seelenlust, BWV 170 y Gott soll allein mein Herze haben, BWV 169. Dos de ellas también cuentan con textos creados por Lehms. En Leipzig en la época de Bach, un niño solista interpretaba las parte difícil que ahora es cantada por contraltos y contratenores.

## Análisis

### Texto
Las lecturas establecidas para ese día eran de la epístola a los romanos, "el precio del pecado es la muerte; pero la dádiva de Dios es la vida eterna" (Romanos 6:19-23), y del evangelio según San Marcos, la multiplicación de los panes y los peces (Marcos 8:1-9).
El texto fue escrito por Georg Christian Lehms para Oculi, el tercer domingo de Cuaresma, y publicada en 1711 como parte de  Gottgefälliges Kirchen-Opffer.
 Se centra en evitar el pecado. La primera línea del movimiento 3 cita las escrituras 1 Juan 3:8.

### Instrumentación
La obra está escrita como música de cámara para una única voz solista (alto); dos violines, dos violas y bajo continuo.

### Estructura
Consta de tres movimientos, cuya interpretación dura unos trece minutos aproximadamente.
1. Aria: Widerstehe doch der Sünde
2. Recitativo: Die Art verruchter Sünden
3. Aria: Wer Sünde tut, der ist vom Teufel

La primera aria, Widerstehe doch der Sünde, es un aria da capo, que se inicia con una sorprendente disonancia y deja su tonalidad de mi bemol mayor abierta hasta la cadencia del compás 8. Dürr lo describe como una llamada a la resistencia y lo compara con el comienzo del recitativo Siehe, ich stehe vor der Tür, una llamada a estar preparado, en la cantata para Adviento Nun komm, der Heiden Heiland, BWV 61, también compuesta en 1714.
El recitativo Die Art verruchter Sünden (La forma de los viles pecados) es secco, acompañado por el continuo. Las palabras "So zeigt sich nur ein leerer Schatten und übertünchtes Grab" (Se manifiesta, como sólo una sombra vacía y una tumba encalada) se expresan en armonías "pálidas". Las líneas finales están en arioso e ilustran en "Sie ist als wie ein scharfes Schwert, das uns durch Leib und Seele fährt" (Es como una espada afilada, que traspasa a través del cuerpo y el alma) el movimiento de la espada mediante rápidas escalas en el continuo.
El aria final Wer Sünde tut, der ist vom Teufel (Aquel que peca es del diablo) es de nuevo un aria da capo, pero muestra elementos de una fuga a cuatro voces para la voz, los violines al unísono, las violas al unísono y el continuo.
Bach empleó la primera aria otra vez en su Pasión según San Marcos, BWV 247.

## Discografía selecta
De esta pieza se han realizado una serie de grabaciones entre las que destacan las siguientes.
- 1952 – J.S. Bach: Cantatas No. 53, 54, 170. Hermann Scherchen, Hilde Rössel-Majdan, Wiener Staatsoper-Orchester (Westminster)
- 1954 – Alfred Deller Edition 7. Gustav Leonhardt, Alfred Deller, Leonhardt Baroque Ensemble (Vanguard)
- 1959 – Bach Made in Germany Vol. 2: Cantatas III. Kurt Thomas, Marga Höffgen, Gewandhausorchester Leipzig (Eterna)
- 1975 – Die Bach Kantate Vol. 43. Helmuth Rilling, Julia Hamari, Bach-Collegium Stuttgart (Hänssler)
- 1995 – J.S. Bach: Complete Cantatas Vol. 3. Ton Koopman, Andreas Scholl, Amsterdam Baroque Orchestra (Antoine Marchand)
- 1996 – Baroque Arias. Masaaki Suzuki, Yoshikazu Mera, Bach Collegium Japan (BIS)
- 1997 – J.S. Bach: Cantates pour alto BWV 170, 54, 35. Philippe Herreweghe, Andreas Scholl, Orchestre du Collegium Vocale Gent (Harmonia Mundi)
- 1999 – Solo Cantatas. Ludwig Güttler, Christoph Genz, Virtuosi Saxoniae (Dresden Classics)
- 2000 – Bach Cantatas Vol. 21. John Eliot Gardiner, Monteverdi Choir, English Baroque Soloists, Nathalie Stutzmann (Soli Deo Gloria)